# Analyse financière (revue)
La revue Analyse financière est une publication trimestrielle de la SFAF, éditée depuis 1971.
Elle a pour objectif de publier des articles de recherche et d'information sur des sujets tels que la réglementation, les techniques d'analyse financière, les métiers liés à cette activité...
Chaque numéro comporte un dossier central sur un sujet sectoriel, géographique ou technique ainsi qu'un dossier plus orienté sur les métiers de l'analyse financière.
De nombreux articles et dossiers sont disponibles en téléchargement sur le site de la Revue